# نانسي لانج
نانسي آن لانج كوتشينسكي (بالإنجليزية: Nancy Ann Lange Kuczynski)‏ (ولدت 20 يناير 1954) هي محترفة أمريكية في مجال الاستثمار والتسويق ومقيمة في بيرو، وشغلت منصب السيدة الأولى لبيرو من 2016 إلى 2018 زوجة الرئيس بيدرو بابلو كوتشينسكي.

## الحياة والعمل
ولدت لانج في بلدة روك سبرينغز بويسكونسن في عام 1954، لديها ثلاثة أشقا، أخت واحدة وشقيقين، وهي ليست ابنة عم الممثلة الأمريكية جيسيكا لانج، على الرغم من أُبلغ عن ذلك على نطاق واسع في وسائل الإعلام، درست لانج العلوم السياسية والعلاقات الدولية في جامعة ويسكونسن، ثم حصلت على ماجستير إدارة الأعمالمن كلية إدارة الأعمال في جامعة ويسكونسن، بعد الانتهاء من ماجستير إدارة الأعمال ، عاشت لانج وعملت في الخارج في اليابان وغيرها من البلدان.
تزوجت لانج من بيدرو بابلو كوتشينسكي، وهو اقتصادي وسياسي، في عام 1996، ولدى الزوجين ابنة واحدة، بالإضافة إلى ثلاثة أطفال من زواج بيدرو بابلو كوتشينسكي الأول.
خلال الانتخابات العامة في بيرو عام 2016، لعبت لانج دورًا أساسيًا في حملة زوجها، وهو مستشارة ومنظمة، وفد سافرت على نطاق واسع للقيام بالحملة نيابة عنه، أنشأت لانج «العمل من أجل بيرو» (Chambeando por el Perú) مما شجع على سلسلة من الإصلاحات الاجتماعية في المناطق النائية من البلاد.

## السيدة الأولي لبيرو
أصبحت نانسي لانج السيدة الأولى لبيرو في 28 يوليو 2016.
كانت إحدى أولى المناسبات العامة التي نظمتها لانج بوصفها السيدة الأولى هي المسيرة التي احتجت على العنف ضد المرأة والمعروفة باسم «ني أونا مينوس» (Ni una menos)، وعززت على نطاق واسع جهود رجال الإطفاء في ليما، فضلًا عن مبادرات أخرى للتعليم والصحة في جميع أنحاء البلد.